# Zbrodnia w Sądowej
Zbrodnia w Sądowej – zbrodnia dokonana 11 lipca 1943 roku przez partyzantów UPA oraz chłopów ukraińskich na ludności narodowości polskiej. Miejscem zbrodni była kolonia Sądowa, gmina Grzybowica, powiat włodzimierski, w województwie wołyńskim.
11 lipca roku po południu, zerwawszy uprzednio mosty na rzece Ług, co miało utrudnić Polakom ucieczkę do Włodzimierza Wołyńskiego, 100-osobowa grupa upowców i chłopów ukraińskich otoczyła Sądową i przystąpiła do mordowania mieszkańców miejscowości. Część Polaków ratowała się uciekając oraz ukrywając w różnych miejscach. Niektórych zabrał pociąg relacji Włodzimierz Wołyński-Lwów.
Następnego dnia, po powrocie ocalałych do domów, nastąpił drugi atak. Po dokonaniu zbrodni wieś została obrabowana i spalona.
Zbrodni w Sądowej dokonał oddział UPA, który wcześniej zaatakował także kościół w Porycku. 
Zdaniem Władysława Filara spośród 600 Polaków ocalało jedynie 20. Według Władysława i Ewy Siemaszków zginęło około 160 mieszkańców Sądowej. Wersję podawaną przez Siemaszków potwierdza Grzegorz Motyka.